# Grabczok
Grabczok est une localité polonaise du gmina de Murów dans la voïvodie et le powiat d'Opole.

## Démographie
En 2021, la population était de 297 habitants.